# Cristina Fernández de Kirchner

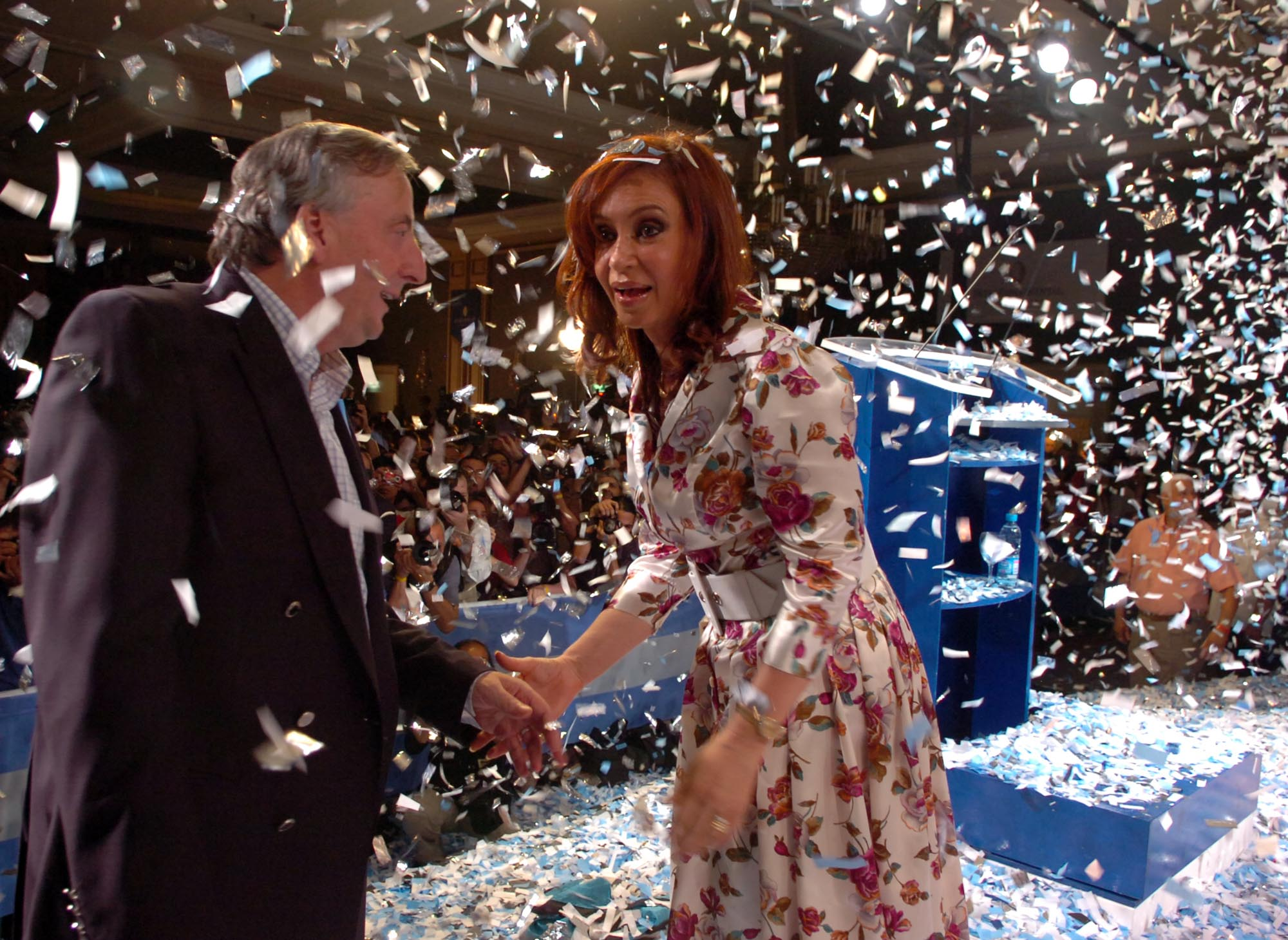
Cristina Kirchner met echtgenoot Néstor na haar overwinning

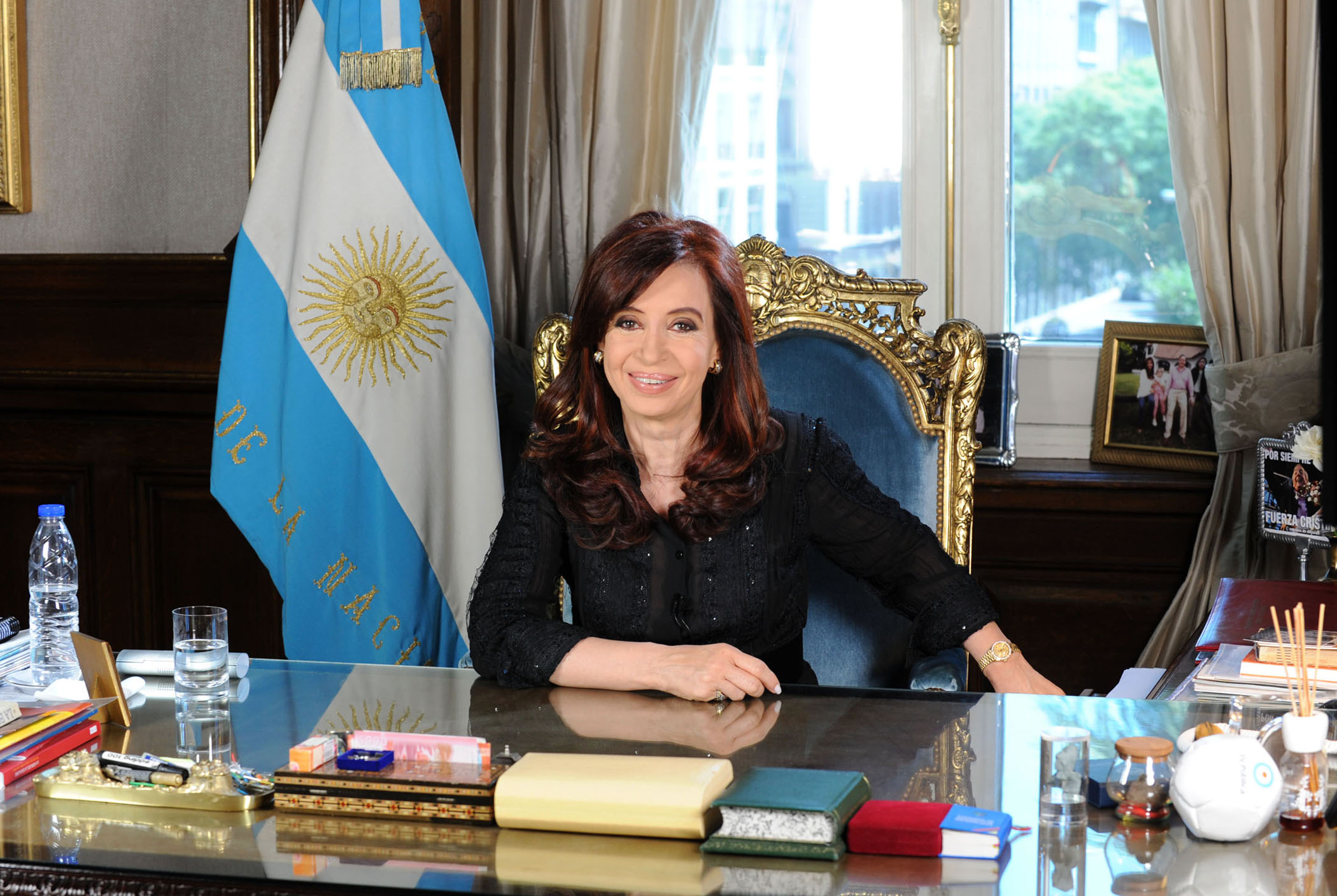
Cristina Kirchner ijdens haar presidentschap

Cristina Elisabet Fernández de Kirchner, dikwijls aangeduid als Cristina Kirchner of CFK (La Plata, 19 februari 1953), is een Argentijnse politica, die tussen 2007 en 2015 president van Argentinië was. Voordien was zij, als echtgenote van president Néstor Kirchner, actief als first lady van haar land (2003–2007). Ze werd voor de eerste keer als president gekozen in 2007 en won in 2011 opnieuw de verkiezingen. Van 2019 tot 2023 diende ze als vicepresident onder het presidentschap van Alberto Fernández.

## Opleiding en (politieke) werkzaamheden
Haar vader is van Spaanse afkomst en haar moeder van Wolga-Duitse afkomst. Fernández de Kirchner studeerde in de jaren zeventig rechten aan de Nationale Universiteit van La Plata. Ze leerde daar haar latere echtgenoot Néstor Kirchner kennen met wie ze op 9 maart 1975 trouwde. Na hun afstuderen verhuisden ze naar de provincie Santa Cruz, waar ze een advocatenpraktijk openden.
In de jaren zeventig sloot ze zich aan bij de peronistische beweging; hierbinnen behoort ze tot de linkervleugel. Ze is, evenals haar echtgenoot, lid van de peronistische politieke partij Partido Justicialista (de grootste binnen de peronistische beweging). Ze maakt deel uit van een onderdeel van de Partido Justicialista, de Tendencia Revolucionaria.
Nadat haar echtgenoot in 1987 de verkiezingen voor het burgemeesterschap van Río Gallegos had gewonnen, werd ook zij politiek actief. In 1989 werd ze als afgevaardigde gekozen in het provinciale parlement van Santa Cruz en daaropvolgend herkozen in 1993. In 1995 kwam ze namens Santa Cruz in het federale Huis van Afgevaardigden en in 1997 namens Santa Cruz in de federale Senaat (voor deze provincie herkozen in 2001) terecht.
Ze was de ruggengraat van de succesvolle verkiezingscampagne van haar man voor de presidentsverkiezingen in 2003 tegen twee leden van de Partido Justicialista en enkele anderen. Als een soort ambassadrice voor de regering van haar echtgenoot toerde ze rond.
In 2005 wilde ze zich opnieuw in de federale Senaat laten herverkiezen, ditmaal voor de provincie Buenos Aires. Ze was de belangrijkste kandidaat van het onderdeel Front voor Overwinning van haar partij. In een verhitte campagne tegen Hilda González de Duhalde, de vrouw van de vorige interim-president Eduardo Duhalde, won Fernández de Kirchner op 23 oktober 2005 de verkiezingen met 25% meer stemmen dan González de Duhalde.
Als politica heeft Fernández de Kirchner veel werk gemaakt van het bevorderen van de rechten van vrouwen en de vervolging van personen die zich tijdens de militaire junta van 1976 tot 1983 hebben misdragen.
Haar strijdlustige spreekstijl polariseert Argentijnse politici (in de stijl van Isabel Martínez de Perón), maar spreekt een groot deel van de maatschappij aan, voornamelijk de inwoners in de lagere inkomensgroepen.

## President
Nadat haar echtgenoot had afgezien van een eventuele herverkiezing, besloot Fernández de Kirchner in juli 2007 aan de presidentsverkiezingen mee te doen. Op 28 oktober 2007 werden de verkiezingen gehouden. Ze vergaarde 44,7% van de stemmen, gevolgd door Elisa Carrió met 23% van de stemmen.
Zij dankte haar uitverkiezing in belangrijke mate aan het economische beleid van haar echtgenoot. Argentinië was in de eerste jaren van de 21e eeuw diep in de economische problemen verzeild geraakt en Néstor Kirchner had er met zijn maatregelen voor gezorgd dat aan deze perikelen adequaat het hoofd was geboden. Cristina Kirchner had tijdens haar verkiezingscampagne aangegeven dat zij het beleid van haar echtgenoot wilde voortzetten. Belangrijke items in haar verkiezingscampagne waren het aanmoedigen van investeringen door het bedrijfsleven om de hoge inflatie te beteugelen en het streven naar maatschappelijke gelijkheid.
Op 14 november 2007 maakte ze de namen bekend van haar kabinet. Zeven van de twaalf ministers waren dat ook al in het kabinet van haar echtgenoot. Op 10 december 2007 werd ze beëdigd en ging haar kabinet van start.
Zij werd de tweede vrouwelijke president van Argentinië (Isabel Martínez de Perón ging haar voor), en de eerste vrouwelijke president van dit Zuid-Amerikaanse land die rechtstreeks door de bevolking werd gekozen.
Haar eerste actie was de rechters op te roepen om haast te maken met de berechting van de beulen van de militaire junta (1976-1983). Op dezelfde dag stierf officier Febres in zijn cel, vier dagen vóór de uitspraak in het tegen hem gevoerde proces. Hij was aangeklaagd wegens de marteling van vier gevangenen ten tijde van de militaire junta.
Bij de presidentsverkiezingen in oktober 2011 versloeg ze Ricardo, de zoon van oud-president Raúl Alfonsín, en oud-president Eduardo Duhalde. Al in de eerste ronde werd zij met 54% van de stemmen herkozen. Hierdoor wordt haar ambtstermijn verlengd tot 10 december 2015. De nieuwe vicepresident werd Amado Boudou, in de vorige periode minister van Economische Zaken.
In november 2015 waren er wederom presidentsverkiezingen. Na twee ambtstermijnen als president kon Kirchner zich niet meer kandidaat stellen voor de functie van staatshoofd. Daniel Scioli, die door Kirchner naar voren was geschoven als mogelijke opvolger, haalde te weinig stemmen en verloor de verkiezingen van de centrumrechtse oppositieleider Mauricio Macri. Hij nam op 10 december 2015 het presidentschap over. De officiële machtsoverdracht verliep moeizaam. Kirchner gebruikte haar laatste weken als president om zo’n 3000 politieke vrienden te benoemen en verder vaardigde ze talloze decreten uit, zeer tegen de zin van Macri. Kirchner weigerde verder Macri de presidentiële sjerp en staf te overhandigen, zoals gebruikelijk is. Na tussenkomst van een rechter werd besloten dat Kirchner president was tot 23:59 uur op 9 december. Macri werd president vanaf de ondertekening van de officiële documenten rond het middaguur de volgende dag. In het tijdsvacuüm vervulde Frederico Pinedo, de voorzitter van de Senaat, de taken van de president en Macri kreeg de versierselen dus uit handen van Pinedo.

## In de Senaat
In oktober 2017 werden parlementsverkiezingen gehouden. Op basis van de uitslag kreeg ze een Senaatszetel en keerde daarmee na twee jaar afwezigheid terug in de politiek. Voor Kirchner, die na haar vertrek als president werd achtervolgd door corruptieschandalen, was dit cruciaal, omdat ze als senator niet vervolgd kan worden. Op 29 november werd ze beëdigd.

## Vicepresident
In 2019 speelde Kirchner een prominente rol in de presidentiële verkiezingscampagne van haar partijgenoot Alberto Fernández. Meestal maakt een presidentskandidaat bekend wie zijn vicepresident wordt, maar in mei 2019 gebeurde het omgekeerde toen Kirchner bekendmaakte dat Alberto Fernández – geen familie – zich kandidaat stelde voor het presidentschap. Aangekondigd werd dat Kirchner vicepresident zou worden als Fernández de verkiezingen zou winnen.
Eind oktober 2019 kreeg Fernández bij de presidentsverkiezingen meer stemmen dan de zittende president Macri. Argentinië kreeg daarmee, vier jaar na het einde van Kirchners presidentschap, opnieuw een linkse president. Op 10 december 2019 vond de machtswisseling plaats en werd Kirchner tot vicepresident benoemd. Hiermee speelde zij opnieuw een leidende rol in de Argentijnse politiek. Haar termijn liep tot 10 december 2023.

### Aanklacht
In augustus 2022 werd Kirchner, als zittend vicepresident, aangeklaagd op verdenking van fraude tijdens haar presidentschap in de jaren 2007-2015. De zakenman Lazaro Baez zou dankzij haar geprofiteerd hebben van frauduleuze aanbestedingen in Patagonië. Volgens de aanklacht waren aan zijn bedrijven overheidsopdrachten gegund voor projecten die veel te duur waren en/of nooit waren afgerond. De openbare aanklager eiste tegen Kirchner een gevangenisstraf van twaalf jaar en uitsluiting uit openbare functies voor de rest van haar leven. Kirchner ontkende de beschuldigingen en sprak van een tegen haar gericht politiek gemotiveerd proces. Ze kreeg steun van aanhangers die in de hoofdstad Buenos Aires de straat opgingen om tegen de beschuldigingen te protesteren.

### Mislukte aanslag
In september 2022 mislukte een aanslag op Kirchner doordat het pistool niet afging. President Fernández noemde dit "de heftigste gebeurtenis in Argentinië sinds het land weer een democratie is". De Braziliaanse dader werd ter plekke gearresteerd.

### Veroordeling
In december 2022 werd Kirchner in de fraudezaak schuldig bevonden aan het verduisteren van 1 miljard dollar. De rechtbank legde haar een gevangenisstraf van zes jaar op en een levenslang verbod op het bekleden van publieke ambten. Omdat Kirchner ten tijde van de uitspraak lid is van de Argentijnse senaat, geniet zij parlementaire onschendbaarheid. Zij zou haar straf pas kunnen uitzitten wanneer zij niet langer lid is van de senaat.
In maart 2025 heeft het Amerikaanse Ministerie van Buitenlandse Zaken haar en haar zoon de toegang tot het land ontzegd vanwege haar aandeel in de aanzienlijke corruptie toen zij president van Argentinië was. De voormalige president reageerde fel op X, zij verwees naar "cryptocurrency-zwendel" ($LIBRA) waarbij de huidige president Javier Milei bij betrokken is en dat haar zoon nooit een Amerikaanse prostituee omgekocht had om te voorkomen dat dat hem zou schaden in zijn campagne. Dit laatste is een verwijzing naar de rechtszaak met Donald Trump als aangeklaagde.